# Arrêt Bosman
Pour les articles homonymes, voir Bosman.
L’arrêt Bosman est une décision de la Cour de justice des Communautés européennes (CJCE), rendue le 15 décembre 1995 relative au sport professionnel, mettant fin au quota de joueurs étrangers dans les clubs européens.

## Affaire judiciaire
L'arrêt Bosman trouve sa source dans le litige opposant le footballeur belge Jean-Marc Bosman à son club du RFC Liège. Celui-ci refusant son transfert vers le club français de Dunkerque, Bosman, avec l'aide de l'avocat Luc Misson (nl), après jugement de la Cour d'appel de Liège, a porté l'affaire devant la Cour de justice de l'Union européenne. Il conteste la conformité des règles régissant les transferts, au regard du droit communautaire.
Deux points étaient notamment contestés par Jean-Marc Bosman :
- la possibilité pour un club de réclamer une indemnité de transfert pour un joueur ayant fini son contrat (en 1995, cette possibilité a déjà été abandonnée dans la plupart des autres pays européens mais subsiste en Belgique) ;
- les quotas limitant à 3 le nombre de joueurs étrangers ressortissants de l'Union européenne dans une équipe de club, qui constituent une discrimination entre nationalités européennes.

La Cour dans deux arrêts antérieurs, en 1974 avec Bruno Walrave et Norbert Koch contre l'UCI la KNWU et la RFEC puis en 1976 avec Donà c/ Mantero sur le football en Italie, tolère les quotas du moment qu'ils ne concernent que l'aspect sportif et non économique, lui permettant de ne pas être soumis aux traités européens,.
La Cour donne raison à Bosman, considérant que les règlements de l'UEFA, et notamment ceux instaurant des quotas liés à la nationalité, sont contraires à l'article 48 du traité de Rome sur la libre circulation des travailleurs entre les États membres.

## Conséquences juridiques en Europe
L'arrêt Bosman a une portée considérable, non seulement pour le football mais pour toutes les disciplines sportives professionnelles ou semi-professionnelles, et ce dans tous les pays membres de l’Union européenne.
Cette décision (jurisprudence) établit l'illégalité des quotas de sportifs communautaires et des quotas de sportifs non communautaires ressortissants d’États ayant signé des accords d’association ou de coopération avec l’Union européenne. C'est-à-dire que depuis cet arrêt, il n'est plus possible de limiter le nombre de sportifs des nationalités concernées dans une équipe ou une compétition professionnelle.

### Arrêts liés
En 2002, une autre décision, l’arrêt Malaja rendue par un tribunal français a reconnu que la clause de non-discrimination sur la nationalité contenue dans l'accord conclu entre l'UE et la Pologne, alors pays associé à l’Union européenne, faisait que Lilia Malaja, une fois légalement employée par son club de basket-ball ne pouvait plus être discriminée en raison de sa nationalité et dès lors faire l'objet d'un quota qui s'appliquait aux non-communautaires. Or, si l'arrêt Malaja ouvre les frontières, il ne s'applique à l'époque qu'en France. De nombreux tribunaux nationaux prennent par la suite également des décisions semblables en interprétant dans le même sens la situation de sportifs turcs et russes par exemple.
Le 8 mai 2003, la Cour européenne rend l'arrêt Kolpak puis par la suite l'arrêt Simutenkov. Ces décisions rendues cette fois au niveau communautaire permettent aux sportifs ressortissants dans le premier cas de Slovaquie et dans le second de Russie de bénéficier également d'un traitement caractérisé par l'absence de discrimination sur la nationalité en ce qui concerne les conditions de travail. Dès lors, des quotas limitant leur nombre ne peuvent plus leur être appliqués. Une telle clause de non-discrimination se retrouve également dans les accords conclus entre l'UE et les pays ACP.

### Nationalités concernées
En octobre 2011, cette jurisprudence est applicable dans tous les pays de l'Union européenne et concerne tous les ressortissants des États membres de l'Espace économique européen, de Suisse (accords bilatéraux), de Russie (accord de Corfou UE-Russie) et des 79 pays ACP (accord de Cotonou) :
 Afrique du Sud
 Allemagne
 Angola
 Antigua-et-Barbuda
 Autriche
 Bahamas
 Barbade
 Belgique
 Belize
 Bénin
 Botswana
 Bulgarie
 Burkina Faso
 Burundi
 Cameroun
 Cap-Vert
 République centrafricaine
 Chypre
 Comores
 République démocratique du Congo
 République du Congo
 Îles Cook
 Côte d'Ivoire
 Cuba
 Danemark
 Djibouti
 République dominicaine
 Dominique
 Érythrée
 Espagne
 Estonie
 Eswatini
 Éthiopie
 Fidji
 Finlande
 France
 Gabon
 Gambie
 Ghana
 Grèce
 Grenade
 Guinée
 Guinée-Bissau
 Guinée équatoriale
 Guyana
 Haïti
 Hongrie
 Irlande
 Islande
 Italie
 Jamaïque
 Kenya
 Kiribati
 Lesotho
 Lettonie
 Liberia
 Liechtenstein
 Lituanie
 Luxembourg
 Madagascar
 Malawi
 Mali
 Malte
 Îles Marshall
 Maurice
 Mauritanie
 États fédérés de Micronésie
 Mozambique
 Namibie
 Nauru
 Niger
 Nigeria
 Niue
 Norvège
 Ouganda
 Palaos
 Papouasie-Nouvelle-Guinée
 Pays-Bas
 Pologne
 Portugal
 Roumanie
 Royaume-Uni
 Russie
 Rwanda
 Saint-Christophe-et-Niévès
 Sainte-Lucie
 Saint-Vincent-et-les-Grenadines
 Îles Salomon
 Samoa
 Sao Tomé-et-Principe
 Sénégal
 Seychelles
 Sierra Leone
 Slovaquie
 Slovénie
 Somalie
 Soudan
 Suède
 Suisse
 Suriname
 Tanzanie
 Tchad
 Tchéquie
 Timor oriental
 Togo
 Tonga
 Trinité-et-Tobago
 Tuvalu
 Vanuatu
 Zambie
 Zimbabwe

## Conséquence pour le football
L'UEFA se plie à la jurisprudence communautaire et abolit les quotas de joueurs à partir de la saison 1996-1997. L'arrêt Bosman change considérablement le paysage du football européen. Les clubs pouvant engager autant de joueurs communautaires qu'ils le souhaitent, cela entraîne immédiatement une augmentation des transferts. Cet arrêt permet aux clubs de recruter les meilleurs joueurs à des prix incroyablement hauts. Ainsi, le Real Madrid recrute Zinédine Zidane contre 75 millions d'euros, le Portugais Luís Figo pour 61 millions d'euros, créant une équipe composée des joueurs parmi les meilleurs du continent. Cette équipe de « Galactiques » remporte la Ligue des Champions en 2002.
Cette fin des restrictions à trois joueurs étrangers ressortissants de l'Union européenne dans un club entraîne des bouleversements dans les effectifs des plus grands clubs qui ont le pouvoir de recruter les meilleurs joueurs de clubs moins riches. Ces clubs ne sont plus obligés de se consacrer à la formation de joueurs locaux. Ainsi, le Chelsea Football Club est la première équipe à aligner onze titulaires sans aucun joueur anglais,. En 2010, l'Inter Milan est le premier club à remporter la ligue des champions en alignant au coup d'envoi onze joueurs étrangers.
Pour éviter les dérives, un compromis est trouvé en 2001 mais est détourné par les clubs.
Ce changement pèse également sur le rapport de force entre dirigeants et joueurs, les entraîneurs sont poussés à faire évoluer leur management pour ménager des joueurs plus libres qu'avant.
De nos jours, L'UEFA impose un quota de joueurs formés au club et de joueurs formés au pays dans la liste de 25 joueurs autorisés à disputer les compétitions européennes. Bien qu'un statuquo se soit installé entre l'instance, les clubs et les joueurs, celui-ci est régulièrement menacé par de nouvelles décisions des courts de justice européenne,.

## Sources

## Compléments